# الرابطة البرلمانية 1991–92
الرابطة البرلمانية 1991–92 (بالإنجليزية: 1991–92 Isthmian League)‏ هو موسم من دوري إسثميان. فاز فيه نادي وكينغ.